# Supercopa de Europa 2012
La Supercopa de Europa 2012, fue la 37.ª edición de la Supercopa de la UEFA, que enfrenta anualmente a los campeones de la Liga de Campeones de la UEFA y la Liga Europa de la UEFA de la temporada pasada. El encuentro fue disputado el 31 de agosto de 2012 por el Chelsea (campeón de la Liga de Campeones de la UEFA 2011-12) y el Atlético de Madrid (monarca de la Liga Europa de la UEFA 2011-12), en el Stade Louis II de Mónaco.
Esta edición fue la última celebrada en dicho recinto (el cual albergaba la competencia desde 1998 cuando el torneo se empezó a disputar a partido único), ya que la UEFA decidió organizar las futuras ediciones en distintos estadios europeos, empezando en 2013 por el Eden Arena de Praga (República Checa). 
El campeón fue el Atlético de Madrid, el cual se llevó la victoria por un contundente 4-1. Este fue el resultado el más abultado en la competición desde 1998.

## Equipos participantes
| Chelsea F. C.      |  | Inglaterra |  | Campeón de la Liga de Campeones de la UEFA (2011-12) |
| Atlético de Madrid |  | España     |  | Campeón de la Liga Europa de la UEFA (2011-12)       |

## Detalles del partido
| 1          | POR        | Petr Čech          |     |
| 2          | DEF        | Branislav Ivanović |     |
| 24         | DEF        | Gary Cahill        |     |
| 4          | DEF        | David Luiz         |     |
| 3          | DEF        | Ashley Cole        | 90' |
| 8          | MED        | Frank Lampard      |     |
| 12         | MED        | John Obi Mikel     |     |
| 7          | MED        | Ramires            | 46' |
| 10         | MED        | Juan Mata          | 81' |
| 17         | MED        | Eden Hazard        |     |
| 9          | DEL        | Fernando Torres    |     |
| Entrenador | Entrenador | Roberto Di Matteo  |     |

| 13         | POR        | Thibaut Courtois |     |
| 20         | DEF        | Juanfran Torres  |     |
| 2          | DEF        | Diego Godín      |     |
| 23         | DEF        | João Miranda     |     |
| 3          | DEF        | Filipe Luís      |     |
| 4          | MED        | Mario Suárez     |     |
| 14         | MED        | Gabi Fernández   |     |
| 7          | MED        | Adrián López     | 56' |
| 6          | MED        | Koke             | 81' |
| 10         | MED        | Arda Turan       |     |
| 9          | DEL        | Radamel Falcao   | 87' |
| Entrenador | Entrenador | Diego Simeone    |     |

| 11 | MED | Oscar            | 46' |
| 23 | DEL | Daniel Sturridge | 81' |
| 34 | DEF | Ryan Bertrand    | 90' |

| 11 | MED | Cristian Rodríguez | 56' |
| 8  | MED | Raúl García        | 81' |
| 21 | MED | Emre Belözoğlu     | 87' |

| Anotado | 75' | Gary Cahill | 1-4 |

| Anotado | 6'  | Radamel Falcao | 0-1 |
| Anotado | 19' | Radamel Falcao | 0-2 |
| Anotado | 45' | Radamel Falcao | 0-3 |
| Anotado | 60' | João Miranda   | 0-4 |

| Amonestado | 29' | Branislav Ivanović |

|  |

| Árbitro                  | Damir Skomina |
| Árbitros asistentes      | Primož Arhar  |
| Árbitros asistentes      | Matej Žunič   |
| Árbitros en línea de gol | Matej Jug     |
| Árbitros en línea de gol | Slavko Vinčić |
| Cuarto árbitro           | Bojan Ul      |

| 1          | POR        | Petr Čech          |     |
| 2          | DEF        | Branislav Ivanović |     |
| 24         | DEF        | Gary Cahill        |     |
| 4          | DEF        | David Luiz         |     |
| 3          | DEF        | Ashley Cole        | 90' |
| 8          | MED        | Frank Lampard      |     |
| 12         | MED        | John Obi Mikel     |     |
| 7          | MED        | Ramires            | 46' |
| 10         | MED        | Juan Mata          | 81' |
| 17         | MED        | Eden Hazard        |     |
| 9          | DEL        | Fernando Torres    |     |
| Entrenador | Entrenador | Roberto Di Matteo  |     |

| 13         | POR        | Thibaut Courtois |     |
| 20         | DEF        | Juanfran Torres  |     |
| 2          | DEF        | Diego Godín      |     |
| 23         | DEF        | João Miranda     |     |
| 3          | DEF        | Filipe Luís      |     |
| 4          | MED        | Mario Suárez     |     |
| 14         | MED        | Gabi Fernández   |     |
| 7          | MED        | Adrián López     | 56' |
| 6          | MED        | Koke             | 81' |
| 10         | MED        | Arda Turan       |     |
| 9          | DEL        | Radamel Falcao   | 87' |
| Entrenador | Entrenador | Diego Simeone    |     |

| 11 | MED | Oscar            | 46' |
| 23 | DEL | Daniel Sturridge | 81' |
| 34 | DEF | Ryan Bertrand    | 90' |

| 11 | MED | Cristian Rodríguez | 56' |
| 8  | MED | Raúl García        | 81' |
| 21 | MED | Emre Belözoğlu     | 87' |

| Anotado | 75' | Gary Cahill | 1-4 |

| Anotado | 6'  | Radamel Falcao | 0-1 |
| Anotado | 19' | Radamel Falcao | 0-2 |
| Anotado | 45' | Radamel Falcao | 0-3 |
| Anotado | 60' | João Miranda   | 0-4 |

| Amonestado | 29' | Branislav Ivanović |

|  |

| Árbitro                  | Damir Skomina |
| Árbitros asistentes      | Primož Arhar  |
| Árbitros asistentes      | Matej Žunič   |
| Árbitros en línea de gol | Matej Jug     |
| Árbitros en línea de gol | Slavko Vinčić |
| Cuarto árbitro           | Bojan Ul      |

|                                       |
| Bandera de España                     |
| Campeón Atlético de Madrid 2.º título |